# Roy Khan

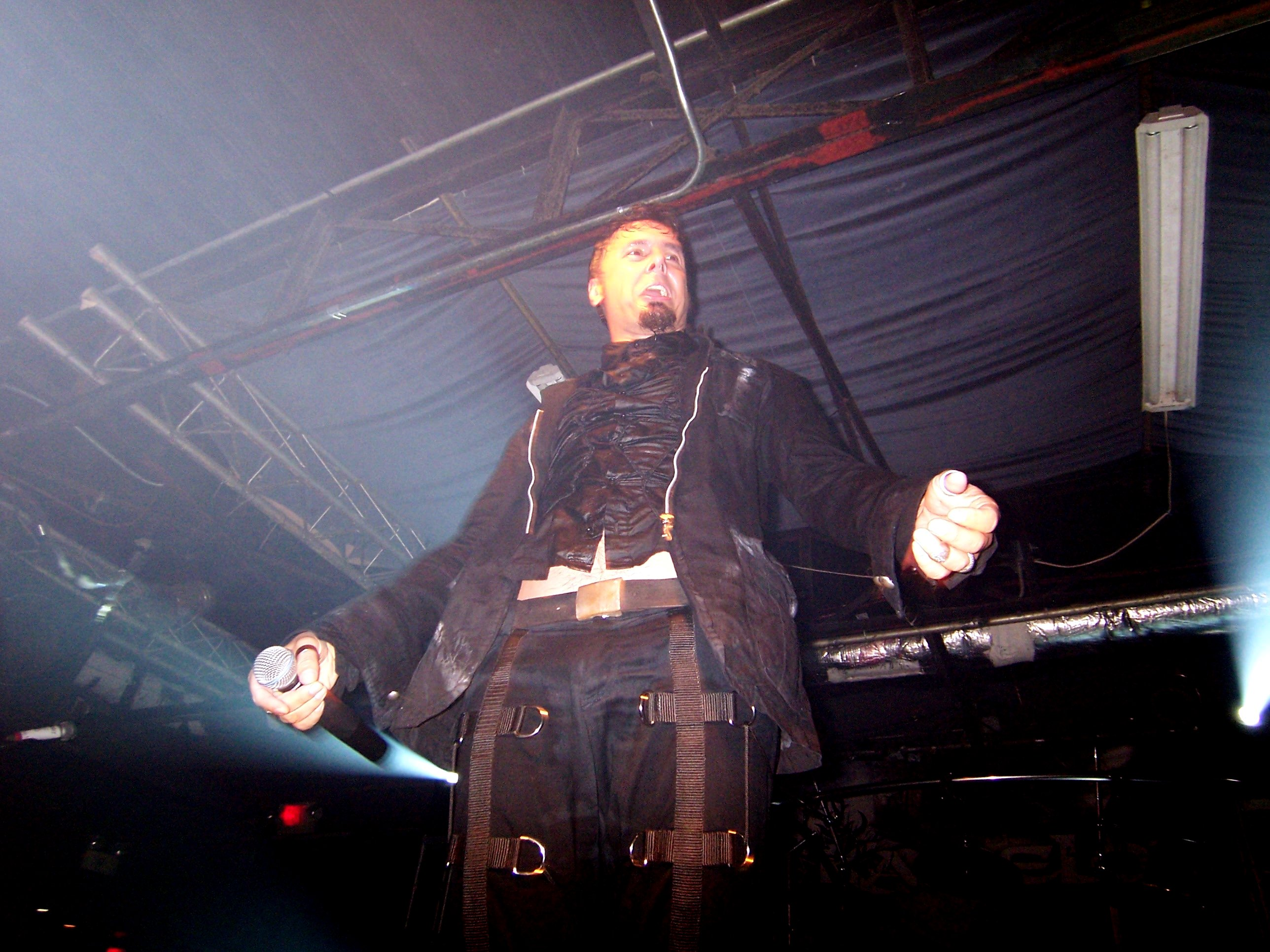
Roy Khan

Roy Sætre Khantatat (* 12. března 1970, Elverum, Hedmark, Norsko) je norský zpěvák, známý pod pseudonymem Roy Khan. Nejvíce se proslavil jako bývalý zpěvák americké symphonic-power metalové skupiny Kamelot, pro kterou rovněž v době svého působení v ní (1997-2011) napsal společně s kytaristou Thomasem Youngbloodem většinu písní. V současné době je rovněž zpěvákem norské progresivní metalové skupiny Conception.

## Osobní život
Khan se narodil norské matce a thajskému otci a rozhodl se ponechat si příjmení obou svých rodičů. Velký vliv na jeho tvorbu měla jeho babička z matčiny strany, Kåre Sætre. Později se několikrát objevila na pódiu v doprovodu svého vnuka.
Khan začal se zpěvem ve velmi útlém věku. Později, když ho spolužák v 17 letech přistihl, jak si zpívá ve sprše, navrhl mu, aby se přidal do jeho kapely. Během této doby také začal Khantatat používat zkrácený tvar svého příjmení. Po střední škole studoval tři roky operu na univerzitě.
Roy Khan je ženatý s Elisabeth Kjærnes. Elisabeth se podílela na videu „March Of Mephisto“ a také se objevila na živém DVD „One Cold Winter's Night“ ve skladbě „March Of Mephisto“ a „Nights Of Arabia“. Společně s Elisabeth má syna a dceru. Pro svého syna napsal Roy pár týdnů před jeho narozením píseň „Anthem“, která vyšla na albu „Ghost Opera“.

## Conception
Předtím, než se v roce 1997 přidal ke skupině Kamelot, působil v norské progresivní metalové skupině Conception. Do té se přidal v roce 1991, poté co ji opustil bývalý zpěvák. Skupina se rozpadla rok po Khanově odchodu do Kamelotu.
V roce 2005 se znovu spojil s touto skupinou, aby společně odehráli koncert na americkém festivalu ProgPower USA VI v pátek 16. září a později v sobotu 1. října na festivalu u příležitosti 15 let výročí a stého vydání norského časopisu Scream Magazine. Khan, kytarista Tore Østby (také známý ze skupiny ARK) a zbytek skupiny Conception se tak znovu spojili, ovšem tehdy bylo jasné, že Khan bude nadále pokračovat ve skupině Kamelot.
Dne 30. dubna 2018 bylo oznámen reunion skupiny Conception v čele s Royem Khanem. Jejich nové EP bylo vydáno na podzim tohoto roku.

## Odchod od Kamelot
V roce 2010 byli Kamelot nuceni zrušit jejich kanadské a severoamerické turné. Oficiálně bylo oznámeno, že Khan nemůže vystupovat z důvodu nemoci. Neoficiálně bylo známo, že zpěvák trpí úzkostmi a depresemi, které mimo jiné vedly k jeho syndromu vyhoření. Dne 22. dubna 2011 vydali Kamelot oficiální prohlášení o tom, že se Khan rozhodl skupinu opustit. V tiskových zprávách Youngblood napsal, že Khanovi bylo dáno spoustu času, aby se mohl rozhodnout, a skupina jeho rozhodnutí plně respektuje. Khan sám oznámil svůj odchod od skupiny na svém blogu o den dříve. Od oznámení této informace již Khan s Kamelotem nevystupoval. Ve stejném roce oznámil kytarista Thomas Youngblood v interview, že Roy již s Kamelot nemůže vystupovat z náboženských důvodů.
Po odchodu ze skupiny odešel Khan na několik let do ústraní. Mimo jiné se přidal do místní církve Moss Frikirke v norském Mossu, kde pracoval do října roku 2016.

## Diskografie

### Conception

#### Alba
- The Last Sunset (1991)
- Parallel Minds (1993)
- In Your Multitude (1995)

#### EP
- Guilt/Sundance (1995)

### Kamelot

#### Alba
- Siége Perilous (1998)
- The Fourth Legacy (1999)
- Karma (2001)
- Epica (2003)
- The Black Halo (2005)
- Ghost Opera (2007)
- Poetry For The Poisoned (2010)

#### Živá alba
- The Expedition (2000)
- One Cold Winter's Night (2006)
- Ghost Opera: The Second Coming (2008)

#### Živá DVD
- One Cold Winter's Night (2006)

#### Hostování
- Victory – Voiceprint (1996) ve skladbě „The Hunter“
- Crest Of Darkness – The Orgess (1999) ve skladbě „Reference“ a „„Sweet Scent Of Death“
- Epica – Consign To Oblivion (2005) ve skladbě „Trios Vierges“
- Avantasia – The Scarecrow (2008) ve skladbě „Twisted Mind“